# Марија Кнежевић (сликарка)
Марија Кнежевић (Београд, 1967) српска је сликарка. Од 1991. године је члан Удружења ликовних уметника Србије и има статус самосталног уметника.

## Биографија
Дипломирала на Факултету ликовних уметности Унивезитета уметности у Београду 1991. године на одсеку сликарство, у класи професора Момчила Антоновића. Магистрирала у истој класи 1994. године, из области сликарства, на тему БОЈА.
Учесник је бројних интернационалних фестивала уметности у земљи и иностранству (Тунис, Малта, Румунија, Македонија, Бугарска, Мађарска, Хрватска, Црна Гора...)
У периоду од 1988. до 2023. године, излагала је на преко 100 групних изложби у земљи и иностранству, док се њени радови налазе у бројним приватним колекцијама у земљи и иностранству (Kанада, Швајцарска, Малта, Италија, Шведска)

## Самосталне изложбе
- 2023. Галерија „Никола Радошевић”, Београд[3]
- 2018. Галерија „Милан Туцовић”, Пожега
- 2017. Павиљон Цвијета Зузорић, Београд
- 2013. Галерија Завода за проучавање културног развитка, Београд
- 2013. Галерија УЛУС, Београд[4]
- 2009. Центар за културу Младеновац
- 2008. Центар за културу, Смедеревска Паланка
- 2005. Центар за културу, Раковица
- 2001. Галерија УЛУС, Београд
- 1994. Галерија ФЛУ, Београд
- 1994. Галерија Kоларчевог народног универзитета, Београд
- 1991. Музеј града Kрушевца
- 1991. Дом културе студентски град, Београд

## Награде и признања
- 2024.  Награда за сликарство, I салона Pean sindik, Тиват
- 2020.  награда за сликарство међународне изложбе АKТ Марко Греговић, Црна Гора
- 2017. Велика награда „САЛОНА У ОKТОБРУ”, Београд[5]
- 2017. Признање „Златна четкица” УЛУK АРТА, Kостолац
- 2015. Специјално признање на Бијеналу минијатура ВОВА, Мађарска
- 2012. Велика награда земунског салона, Београд
- 2012.  награда за сликарство,изложба малог формата, Шабац
- 2012.  награда за сликарство XI Међународног бијенала минијатуре у Горњем Милановцу
- 2011.  награда за сликарство 8. београдског салона
- 2010.  награда за сликарство београдске мини-арт сцене
- 1992. Награда колоније Протић, Горња Добриња
- 1991. Награда за најбољи студентски цртеж, Београд
- 1991. Награда „перспективе IXI”, Београд

## Галерија
- Будимо позитивни, 2021.
- Језеро, 2024.
- Девојчица, 2018.
- Мало Сунца, 2024.
- Јутро, 2023.
- Пливање, 2020.
- У сенци олеандера, 2024.
- Призор, 2024.
- Замишљена, 2024.